# Tetrorchidium dusenii
Tetrorchidium dusenii är en törelväxtart som beskrevs av Ferdinand Albin Pax och Käthe Hoffmann. Tetrorchidium dusenii ingår i släktet Tetrorchidium och familjen törelväxter. Inga underarter finns listade i Catalogue of Life.